# Смерть (повість)
«Смерть» — повість Бориса Антоненка-Давидовича, уперше надрукована 1927 року в журналі «Життя й революція» (№ 10—12).

## Проблематика повісті
Повість «Смерть» належить до низки творів Бориса Антоненка-Давидовича, в яких письменник намагається омислити долю інтелігенції в революції, зокрема доля тих діячів, що на початку були активними в українській національній революції, а пізніше змінили погляд чи обставинами змушені були перейти до співпраці з радянською владою. Серед творів Бориса Дмитровича, присвячених цій проблемі, найбільшим і найглибшим, на думку літературознавця Григорія Костюка, є повість «Смерть» — твір психологічно й соціально складний і багатоплановий.

## Головний герой
Через усю повість проходить центральна постать задуму — український інтелігент Кость Горобенко. Недавній активний культурний і суспільний діяч доби Центральної Ради і Директорії, він шляхом ідейної революції прийняв радянську владу й вступив до Комуністичної партії. Але в КП(б)У він почуває себе чужим. На нього дивляться косо. Йому не довіряють. Про нього розповсюджують брехливі чутки, ніби 1918 року в Києві він розстрілював матросів. Його природну й принципову звичку: читати українську пресу і виступати українською мовою, дбати про українську літературу в хатах-читальнях і робітничих клубах — трактують іронічно: «Здоров, Горобенко! Ну, як там „мова“? Петлюрівщину сієш, каналія! Це ти Маркса українізував?» — і тому подібні вайлуваті, скалозубні дотепи, спрямовані на його компромітацію, лунали навколо нього й творили отруйну, тяжку атмосферу. Навіть у парткомівській характеристиці (таємній) про нього було записано: «Як комуніст-більшовик — несталий». Це його вкрай бентежить. Він починає почувати себе в стані ворогів, а не ідейних друзів. Починає оцінювати своїх співпартійців і аналізувати свій стан.
«Несталий»… Хіба для них він може бути сталий? Хіба вони можуть забути про те?.. І потім це українство, що воно їм. Їм, для яких не було ні Солониці, ні Берестечка, ні Полтави, ні навіть Крут! Для яких уся історія — тільки вічна боротьба класів… Ах, які вони все ж таки доктринери!.."
Отак міркуючи, Кость Горобенко все ж таки відчуває, що він задалеко з ними зайшов, що пов'язаний з ними вже дуже тісно. Але чому ж до нього таке ставлення? Що він повинен зробити, щоб стати з ними рівним? Чого йому бракує? По довгих і тяжких роздумах, приглядаючись пильно до характеру і способу думання своїх нових співпартійців, вивчаючи їх діяльність і психологічне наставлення, він робить несподіване навіть для себе відкриття:
| «Треба вбити… Мушу, власне, не вбити, а розстріляти. І тоді… коли кров розстріляних повстанців, куркульні, спекулянтів, заручників і безліч усяких категорій, що зведені до одного знаменника — контрреволюція, хоч раз, єдиний тільки раз впаде, як то кажуть, на мою голову, заляпає руки, тоді всьому кінець. Тоді Рубікон буде перейдено. Тоді я буду цілком вільний. Тоді сміливо й одверто, без жадних вагань і сумнівів можна буде сказати собі: я — більшовик». |
У фіналі конфліктної розв'язки це парадоксальне рішення героя знаходить своє практичне застосування: його посилають з карним загоном розстрілювати «закладників» того села, де забито кількох партійних уповноважених. Сцена, як вели на розстріл шестеро дядьків-закладників і як здійснювали цю нелюдську криваву екзекуцію, силою трагізму зображення, якщо поминути «Я» Хвильового, перевищує все, що ми до того читали, включно з «Променя сонця» Володимира Винниченка чи «Оповідання про семеро повішених» Леоніда Андреєва.
Автор не дає прямої відповіді на запитання: чи, проливши кров своїх людей, став Кость Горобенко більшовиком? Чи почув себе рівним серед рівних? Чи заслужив на довір'я? Він тільки показує, що Горобенко був у стані сновиди, непритомности. Нічого не розумів і не чув навіть команди начальника каральної роти. «Горобенко обернувся, перевів дихання й подався навмання». Цим лаконізмом і душевним станом героя найглибше підкреслено усвідомлення героєм його юдиного вчинку, а з цим — осуду та кари за злочин.

## Висновки
У статті «…Що вгору йде…» (1980) Григорій Костюк, завершуючи аналіз повісті, пише:
| «Роздумуючи над драматичним фіналом повісті «Смерть», що з такою силою зображує політику «збірної відповідальності» і її безоглядними масовими розстрілами людей, названих «закладниками», мимоволі приходимо до думки: а чи не був це початок нової доби самовияву людини-звіра? Адже ж тільки поява на обрії життя такого типу «політика» вможливила голод 1932-33, масові депортації на явну смерть мільйонів селян і робітників — жінок, дітей, старих, немічних, хворих, — тільки цей тип міг реалізувати вікопомний терор 1930-х років чи, пізніше, холодно, без усяких сантиментів, винищувати цілі беззахисні нації (кримські татари, карачаївці та інші). Поява в центрі Європи фашизму з його народовбивчою практикою не була вже новиною. Це був лише вияв у новій іпостасі знайомого вже нам типу нелюда. Його каральна акція за окупації Чехії, Польщі, України під час Другої світової війни була оперта на ту саму політику «збірної відповідальности» й розстрілів «закладників», що її започаткували екстремні сили російської революції 1918—1920 рр. Саме цей тип людини-звіра вже в наш час розповзся по всіх континентах світу і, прикриваючися цинічно гаслом «щастя людини», закладає бомби в читальнях бібліотек, в багатолюдних торговельних центрах, на святкових площах, в літаках з туристами і масово вбиває невинних людей». |

## Оцінка повісті сучасниками
Більшість читачів схвально сприйняли твір, який засвідчив, що в літературу прийшов самобутній і талановитий письменник, суворий реаліст із досить гострим, сатиричним поглядом на життя, а його творам властиві іронічність, скепсис та іскристий гумор у змалюванні дійсности.
Добре слово про повість «Смерть» висловив і нарком освіти УРСР Микола Скрипник, якому вона припала до вподоби.